# 81e bataillon de tirailleurs sénégalais
Le 81e Bataillon de Tirailleurs Sénégalais (ou 81e BTS) est un bataillon français des troupes coloniales.

## Création et différentes dénominations
- 03/07/1916: Création du 81e Bataillon de Tirailleurs Sénégalais, à Fréjus, en Bataillon d’Étapes
- 08/05/1919: Dissolution

## Chefs de corps
- 03/07/1916: Chef de bataillon Marchand
- : Capitaine Rabut
- 04/08/1916: Chef de bataillon Palinacci
- 10/08/1916: Chef de bataillon Chofflet
- : Chef de bataillon Henry
- : Capitaine Duhau
- 15/06/1918: Capitaine Jean-Marie Raymond Fourcade dit Lourrey

## Historique des garnisons, combats et batailles du81eBTS
- 03/07/1916: Le bataillon reçoit 200 tirailleurs du 77e BTS
- 07/07/1916: Le bataillon fournit 2 caporaux et 20 tirailleurs pour la formation du 83e BTS
- 07/07/1916: Le bataillon passe 130 tirailleurs au 33e BTS
- 12/07/1916: Le bataillon passe 15 tirailleurs au 73e BTS
- 25/07/1916: Le bataillon passe 6 caporaux et 60 tirailleurs au 75e BTS
- 02/08/1916: Le bataillon reçoit 16 caporaux et 687 tirailleurs du 47e BTS
- 06/08/1916: Le bataillon passe 60 tirailleurs au 75e BTS
- 08/08/1916: Le bataillon reçoit 1 adjudant-chef, 3 caporaux et 122 tirailleurs au 40e BTS
- 13/08/1916: Le bataillon reçoit 1 adjudant, 1 sergent, 10 caporaux et 122 tirailleurs au 50e BTS
- 23/08/1916: Le bataillon quitte Fréjus en deux détachements. Le premier détachement (E-M, 1re et 2e compagnies) à destination de Lyon, le second (3e et 4e compagnies) à destination de Chartres
- 25/08/1916: Le premier détachement arrive à Lyon, il s'installe dans le quartier de la Mouche
- 27/08/1916: Le deuxième détachement arrive à Chartres
- 02/09/1916: Les compagnies du bataillon sont mises à disposition du service militaire des chemins de fer pour constituer une réserve mobile de manutentionnaires des gares

- 04/03/1917: Le bataillon est désigné à servir de bataillon de renfort pour l'Armée d'Orient, à ce titre il doit rejoindre le camp de Courreau (près de Bordeaux). Le bataillon devrait être amalgamé avec des renforts arrivant d'AOF afin de former 2 bataillons de renfort: le 81e BTS et le 97e BTS, à créer de toutes pièces.
- 22/03/1917: Le bataillon est regroupé au camp de Courreau
- 02/04/1917: Début de l'instruction qui doit se poursuivre jusqu'au 30 juin
- 25/07/1917: Embarquement à destination de Fréjus
- 27/07/1917: Arrivée à Fréjus et poursuite de l'instruction
- 18/08/1917: Embarquement pour l'Armée d'Orient
- 27/08/1917: Arrivée à Salonique
- 30/08/1917: Le bataillon est désigné pour être rattaché au 3e Régiment d'Infanterie Coloniale
- 01/08/1917: Le bataillon embarque à destination de Sakulévo où il arrive le é septembre
- 03/09/1917: Déplacement à Slivica, à compter de cette date le bataillon est mis à la disposition de la 17e DIC
- 07/09/1917: Déplacement, avec le 3e RIC au point de concentration de Kruzograd
- 11/09/1917: Instruction, jusqu'au 13 octobre, avec le 3e RIC
- 14/10/1917: Déplacement à Slivica
- 16/10/1917: à partir de 18h, le bataillon occupe les secteurs du front qui lui sont attribués
- 10/11/1917: Les tirailleurs sont retirés du front et employés à des travaux d’aménagement de bivouac et de routes
- 19/11/1917: Le bataillon, qui doit rejoindre ses cantonnements d'hiver, se déplace à Brod (Novatsi)
- 21/11/1917: À compter de cette date, le bataillon fait partie du Groupement des Bataillons Sénégalais de la 17e Division d'Infanterie Coloniale, avec les 93e BTS, 95e BTS et 96e BTS. Le bataillon est employé à des travaux de routes à Florina et dans les environs

- 01/02/1918: Le bataillon est désigné pour assurer la surveillance de camps de Russes
- 17/03/1918: Déplacement à Armensko, les compagnies alternent instruction et des travaux de route
- 04/05/1918: Le bataillon retourne en zone de combat et arrive à la Tumba de Brnik
- 12 - 24/05/1918: Durant cette période le bataillon essuie des pertes (une quinzaine de tués et une vingtaine de blessés) du fait des bombardements ennemis
- 13/08/1918: Déplacement et bivouac à Batch
- 15/08/1918: Déplacement et bivouac à Krussograd
- 16/08/1918: Déplacement et bivouac à Barrica
- 17/08/1918: Déplacement et bivouac à Gornicevo
- 18/08/1918: Déplacement et bivouac à Ostrovo
- 20/08/1918: Déplacement et bivouac à Vladovo
- 03/09/1918: Déplacement et bivouac à Vertekop
- 04/09/1918: Déplacement et bivouac à Dragomantzi
- 05/09/1918: Déplacement et bivouac à Dogni Vojor
- 07/09/1918: Déplacement et bivouac sous la Katounatz
- 17/09/1918: Déplacement et prise de position près de Kravithi Kamen. En appui de l'armée serbe, il poursuit la retraite bulgare
- 27/09/1918: Bivouac à Sofilari
- 21/09/1918: Toujours à la poursuite des bulgares, le bataillon fait mouvement sur Kustendil
- 23/09/1918: Le bataillon occupe des positions entre Kustendil et Radomir

- 06/09/1919: Le bataillon quitte ses positions des environs de Kustendil et Radomir, pour rejoindre Gradobov par voie ferrée.
- 16/03/1919: Mouvement vers Salonique
- 24/03/1919: Le bataillon assure la garde de camps de prisonniers de guerre à l'ouest de Salonique
- 17/04/1919: Embarquement à destination de Fréjus, via Itea[Lequel ?] et Tarente
- 29/04/1919: Arrivée à Fréjus

### Sources et bibliographie
Mémoire des Hommes